# Ударненский сельсовет
Ударненский сельсовет — административная единица на территории Лельчицкого района Гомельской области Белоруссии. Административный центр — агрогородок Ударное.

## Состав
Ударненский сельсовет включает 7 населённых пунктов:
- Ветвица — деревня.
- Замошье — деревня.
- Краснобережье — деревня.
- Манчицы — деревня.
- Новое Полесье — деревня.
- Свидное — деревня.
- Ударное — агрогородок.